# Per Andersson i Hammarsvall
Per Andersson (i riksdagen kallad Andersson i Hammarsvall), född 14 mars 1807 i Delsbo socken, död där 7 februari 1884, var en svensk riksdagsman i bondeståndet.
Andersson företrädde Norra Hälsinglands domsaga av Gävleborgs län vid riksdagen 1856–1858. Han var då ledamot i bondeståndets enskilda besvärsutskott, suppleant i statsutskottet och ledamot i förstärkta bevillningsutskottet.